# Джессі Гелмс
Джессі Александр Гелмс-молодший (англ. Jesse Alexander Helms, Jr.; нар. 18 жовтня 1921, Монро, Північна Кароліна — пом. 4 липня 2008, Ралі, Північна Кароліна) — американський політик. Сенатор США від штату Північна Кароліна у 1973–2003 рр., член Республіканської партії. Він очолював Комітет Сенату у закордонних справах і був також відомий своїми консервативними поглядами (енергійний противник комунізму, абортів, прав гомосексуалів і підвищення податків).